# أندي آن
أندي آن (بالصينية: 安志杰) (و. 1976 – م) هو ممثل، ومغني، من الولايات المتحدة الأمريكية، ولد في بروفيدنس، رود آيلاند.

## وصلات خارجية
- أندي آن على موقع IMDb (الإنجليزية)
- أندي آن على موقع ألو سيني (الفرنسية)
- أندي آن على موقع أول موفي (الإنجليزية)
- أندي آن على موقع قاعدة بيانات الأفلام السويدية (السويدية)
- أندي آن على موقع قاعدة بيانات الفيلم (الإنجليزية)
- أندي آن على موقع كينوبويسك (الروسية)